# Viola Reggio Calabria 1995-1996
Rosa della Viola Reggio Calabria per la stagione 1995-1996 di Serie A1.
Piazzamento finale: 8º posto, eliminata agli ottavi di finale dalla Olimpia Pistoia.
Sponsor: nessuno.
| Nome                                                | Nazionalità                              | Ruolo      | Nascita |
| --------------------------------------------------- | ---------------------------------------- | ---------- | ------- |
| Roberto Bullara                                     | Italia (bandiera)                        | guardia    | 1964    |
| Marco Spangaro                                      | Italia (bandiera)                        | guardia    | 1969    |
| Jorge Rifatti                                       | Argentina (bandiera) · Italia (bandiera) | centro     | 1970    |
| Alessandro Santoro                                  | Italia (bandiera)                        | playmaker  | 1965    |
| Yamen Sanders                                       | Stati Uniti (bandiera)                   | centro     | 1968    |
| Paolo Prato                                         | Italia (bandiera)                        | ala-centro | 1973    |
| Lance Miller                                        | Stati Uniti (bandiera)                   | ala        | 1971    |
| Agostino Li Vecchi                                  | Italia (bandiera)                        | ala        | 1970    |
| Gustavo Tolotti (dal 15/10/1995)                    | Italia (bandiera)                        | ala-centro | 1967    |
| Andrea Cattani                                      | Italia (bandiera)                        | playmaker  | 1978    |
| Salvatore Casamento (dal 24/09/1995 all'11/02/1996) | Italia (bandiera)                        | ala        | 1974    |
| Alberto Di Mauro (dal 13/10/1996 al 25/03/1997)     | Italia (bandiera)                        | ala        | 1974    |
| All: Tonino Zorzi                                   | Italia (bandiera)                        | -          | 1935    |